# ویل آو مایا
ویل آو مایا (انگلیسی: Veil of Maya) یک گروه متال‌کور آمریکایی از شیکاگو، ایلینوی است که در سال ۲۰۰۴ آغاز به کار کرد.